# Muerte de Cindy James
La muerte de Cindy James fue un supuesto crimen cometido aproximadamente entre el 2 y el 8 de junio de 1989. La víctima, Cindy Elizabeth James, nacida Hack (12 de junio de 1944), era una enfermera canadiense que desapareció en Richmond (Columbia Británica, Canadá) el 25 de mayo de 1989, siendo hallada sin vida cerca de dos semanas después en el jardín de una casa abandonada, atada de pies y manos y con una media de nailon alrededor del cuello. La autopsia reveló que Cindy había muerto a causa de una sobredosis de morfina, diazepam y flurazepam. La muerte de James adquirió notoriedad debido a que la víctima había estado realizando denuncias a las autoridades desde 1982 alegando haber sido objeto de acoso, vandalismo, allanamiento de morada y agresiones físicas por parte de un asaltante no identificado.
La muerte de Cindy y sus denuncias fueron objeto de una gran controversia puesto que la Real Policía Montada del Canadá (RPMC) fue incapaz de hallar evidencias que sugiriesen que James hubiese sido víctima de un acosador. Cindy poseía un largo historial de depresión y pensamientos suicidas, hecho que llevó a las autoridades a sospechar que varios de los ataques habían sido un montaje orquestado por James, quien habría culminado la farsa con un suicidio. En los casi siete años en que Cindy estuvo denunciando el acoso que sufría, la RPMC destinó entre $1 y $1,5 millones a la investigación, convirtiendo su caso en uno de los más costosos de la historia de Columbia Británica.
Pese al escepticismo de las autoridades, la familia de James insistió públicamente en que Cindy había sido acosada y posteriormente asesinada. La investigación del crimen comenzó en la primavera de 1990 y en la misma se tomó declaración a más de 80 testigos, calificándose finalmente la muerte de James como un «suceso desconocido». El caso recibió cobertura mediática y fue objeto de un capítulo de Misterios sin resolver en 1991. A mayores, se publicaron dos libros ese mismo año en los cuales se realizaba una crónica de su vida y muerte: Who Killed Cindy James, por el periodista británico Ian Mulgrew, y The Deaths of Cindy James por Neal Hall, un reportero criminalístico canadiense que cubrió de manera extensa el caso para el Vancouver Sun. En 2021 Audible estrenó Death by Unknown Event, un podcast narrado por Pamela Adlon.

## Contexto
Cynthia Elizabeth Hack nació en Oliver (Columbia Británica), el 12 de junio de 1944, hija de Matilda Tilley, ama de casa, y Otto Hack, profesor de inglés y antiguo coronel de la Real Fuerza Aérea Canadiense (ambos progenitores eran de ascendencia rusa). Cindy fue uno de los seis hijos del matrimonio (tenía tres hermanos mayores y dos hermanas menores) y pasó parte de su juventud en Ottawa debido al trabajo de su padre en la fuerza aérea, asistiendo allí al instituto. James dejó escrito en su diario que su infancia estuvo marcada por el carácter inflexible de su padre, quien solía recurrir a castigos corporales. Ya adulta, Cindy inició su carrera de enfermera en Vancouver, matriculándose en la escuela de enfermería en 1962; durante este periodo, su padre se había unido de nuevo a la fuerza aérea y mudado en consecuencia con su familia a Francia, a donde James solía ir de visita en vacaciones. En varias cartas a su familia en esta época, Cindy se refirió ocasionalmente a un interno al que había conocido durante su etapa de estudiante; confesó que en un determinado momento llegaron a estar comprometidos, rompiéndose el enlace cuando él se suicidó mientras ambos se encontraban practicando esquí tras descubrir que tenía cáncer. Ni los padres ni los hermanos de James llegaron nunca a conocer a aquel hombre, de quien Cindy jamás llegó a revelar su nombre.
En el verano de 1965, James conoció a Roy Makepeace, un psiquiatra sudafricano dieciocho años mayor que ella; ambos contrajeron matrimonio el 9 de diciembre de 1966, año en que Cindy se graduó en la escuela de enfermería con un Bachelor of Science in Nursing. Los padres de James eran escépticos debido a la diferencia de edad, sintiendo Otto que Roy se estaba aprovechando de la «ingenuidad y credulidad» de Cindy; su familia testificaría que el matrimonio era problemático y que en ocasiones ambos se distanciaban emocionalmente (pese a las acusaciones de James de haber sufrido abuso conyugal, Makepeace aseguró que «solo la había abofeteado dos veces» a lo largo de su matrimonio). Aunque Roy tenía licencia para ejercer la psiquiatría en Sudáfrica, fracasó hasta dos veces en su intento por obtener licencia en Canadá, motivo por el que aceptó un empleo como profesor asistente en la facultad de medicina de la Universidad de Columbia Británica. Por su parte, James trabajaba como enfermera pediátrica en el Hospital General de Vancouver, donde su esposo estuvo trabajando de 1966 a 1975. En 1973 Makepeace aceptó un empleo como director de los servicios de salud en el BC Hydro, mientras que en abril de 1975 Cindy fue contratada como coordinadora de equipos en la Vancouver's Blenheim House, un centro dedicado al cuidado de niños con problemas de conducta. James estuvo trabajando allí por aproximadamente doce años y destacó entre sus compañeros por sus habilidades y profesionalismo.

## Acoso
Durante un periodo de casi siete años (de 1982 a 1989), Cindy efectuó aproximadamente noventa denuncias ante la RPMC. James alegó estar siendo víctima de asalto, vandalismo, incendio provocado, intimidación, allanamiento de morada y agresiones físicas perpetradas por una persona o personas desconocidas.

### 1982
Los incidentes comenzaron en septiembre de 1982, cuatro meses después de que James se separase de Makepeace. A finales de ese mes, Cindy informó a varias amistades y miembros de su familia que sospechaba que un merodeador andaba deambulando alrededor de su casa. A este hecho siguieron una serie de llamadas obscenas, la primera de ellas efectuada el 7 de octubre. Matilda reveló que, pese a la reticencia de su hija a hablar de ello, esta le contó que las llamadas eran realizadas por un individuo que hablaba diferentes voces y que, en ocasiones, no se oía nada al otro lado del teléfono, describiendo James los mensajes como de naturaleza violenta y sexual.
El 11 de octubre Cindy recibió una llamada en la cual solo se escuchaba una fuerte respiración, mientras que al día siguiente recibió otra llamada en la que pudo oír el siguiente susurro: «Te atraparé una noche, Cindy». James denunció estas llamadas a la RPMC, cuyos agentes acudieron a su domicilio y aconsejaron a Cindy anotar cada llamada y el mensaje de cada una de ellas así como cambiar de número y hacerse con uno que no estuviese publicado en ninguna guía telefónica. Poco después de que los agentes abandonasen la vivienda, James recibió una llamada en la que la voz de un hombre dijo: «Jodida zorra, te atraparé». Al día siguiente de la denuncia, la tarde del 13 de octubre, el acosador volvió a amenazarla: «¿Así que crees que llamando a la policía te mantendrás a salvo? Espera. Tengo la cremallera abierta, le estoy hablando a mi palpitante…», tras lo cual la llamada se cortó abruptamente. Dos días después, Cindy denunció ante la RPMC haber oído a alguien acechando fuera de su casa y que al despertarse por la mañana encontró las luces del porche destrozadas, mientras que el 15 de octubre informó a la policía que alguien había arrojado una piedra contra una de las ventanas y entrado en su casa, si bien no se había cometido ningún robo. Tan solo cuatro días después, el 19 de octubre, James denunció que alguien había entrado en su domicilio y rajado una almohada en su cama.
Patrick McBride, condestable de la RPMC, sospechaba que el responsable era Roy, quien sin embargo negó su implicación; la propia Cindy llegó a declarar ante las autoridades que no creía que Makepeace fuese capaz de atormentarla, aunque sí confesó a sus amistades y compañeros de trabajo que Roy había sido violento durante su matrimonio. El 20 de octubre, dos inquilinos que habían alquilado el sótano de James informaron a la policía haber escuchado ruidos extraños en la planta principal después de que Cindy se hubiese marchado a trabajar. Por su parte, un vecino que vivía al lado declaró a McBride haber visto a un hombre de pie fuera de la casa de James en al menos tres ocasiones distintas, en una de las cuales lo vio atravesar la puerta del patio delantero, insistiendo este testigo en que ese hombre no se parecía a Roy. James inició al poco tiempo una relación sentimental con McBride la cual duraría aproximadamente un año; Patrick, recién separado de su esposa, se mudó a la casa de Cindy el 31 de octubre. James contó a sus amigos que McBride le había propuesto quedarse por alrededor de dos semanas con el fin de vigilar si el acosador se acercaba a la casa. Varios días después de que se mudase, Patrick encontró a Makepeace sentado en su coche en un callejón detrás de la vivienda; al preguntar a Roy qué hacía allí, este dijo que estaba al acecho para atrapar al acosador «en el acto», marchándose cuando McBride le informó de que se había mudado a la propiedad.
A mediados de noviembre, Patrick afirmó haber recibido una misteriosa llamada cuando Cindy estaba presente, si bien la persona que llamó no dijo una sola palabra. En principio McBride sospechó que esa llamada podía haber sido hecha desde la terminal de un aeropuerto puesto que de fondo pudo oír la voz de una mujer a través de un sistema de megafonía, si bien el rastreo de dicha llamada condujo a una casa de cambio situada en el suburbio de Richmond. Más tarde ese mes, James encontró una nota sujeta al parabrisas de su coche en la que aparecía una foto de un cadáver tumbado y cubierto con una sábana, mientras que el día 28 Patrick observó que los cables de la línea telefónica fuera de la casa habían sido cortados en cinco áreas distintas. James, quien se seguía mostrando cordial y amistosa con Roy pese a su separación, le invitó ocasionalmente a visitarla en su casa en presencia de McBride, con quien Makepeace compartía la obsesión por descubrir al acosador, siendo frecuente que ambos intercambiasen opiniones al respecto. Patrick se mudó de la casa de Cindy el 1 de diciembre, si bien ambos siguieron viéndose con frecuencia, cenando habitualmente en Vancouver y Bellingham (Washington, Estados Unidos). La semana de Navidad, James encontró una nota fuera de la vivienda en la que figuraba escrito «Feliz Navidad»; la nota estaba acompañada de una foto manchada con tinta roja en la que aparecía una mujer con la garganta cortada.

### 1983–1984
La noche del 27 de enero de 1983, Agnes Woodcock, amiga y compañera de trabajo de Cindy en la Blenheim House, acudió a visitar a James, a quien descubrió inconsciente en el patio trasero de la casa, con una media de nailon alrededor del cuello. Tras recobrar la consciencia, Cindy informó a Woodcock de que había sido atacada por la espalda por un asaltante mientras se dirigía al garaje, relatando además que el individuo la introdujo en el garaje, donde otro hombre estaba esperando, y que los dos trataron de estrangularla. James declaró además que ambos insertaron un cuchillo en su vagina y amenazaron con matar a su hermana pequeña Melanie si denunciaba el ataque a las autoridades. Los médicos que la examinaron no hallaron sin embargo evidencia de abuso sexual, permaneciendo el detective David Boywer-Smith ambivalente en relación con las afirmaciones de Cindy. La policía solicitó que James fuese examinada por un psiquiatra, a lo que Cindy se negó por temor a quedar estigmatizada; en su lugar, James accedió a visitar a un médico de cabecera con experiencia en asesoramiento.  
Cindy se mudó a una vivienda en West Vancouver el 1 de febrero de 1983. Menos de una semana después, James recibió una carta amenazante: «Corre Conejo Corre, te mostraré lo jodidamente bueno que soy. Pronto, bang, bang, estarás muerta». Tras una oleada de llamadas obscenas, Cindy se mudó de nuevo a otra casa en abril de 1983. Makepeace, quien había llevado a cabo continuos intentos por reconciliarse con su esposa, colmó a James con numerosos regalos durante el verano de 1983 e incluso le pagó un vuelo a Indonesia para que pudiese visitar a su hermano Roger, quien se encontraba viviendo allí. Varias semanas después de su regreso, el 22 de agosto, Cindy encontró otra nota en la que figuraba el siguiente mensaje: «Bienvenida de regreso—muerte, sangre, odio, etc.». En un intento por ocultar su identidad, James cambió la pintura de su coche y contrató al investigador privado Ozzie Kaban, cuyos servicios retribuiría los siguientes seis años. Kaban advirtió que Cindy había tomado medidas para protegerse, como llevar en todo momento un botón del pánico portátil y un espray de aceite y pimienta. Entre octubre y noviembre James descubrió los restos de tres gatos estrangulados en su jardín, cada uno atado con una cuerda; en su diario, Cindy acusó a Makepeace de destrozar su patio trasero. James siguió recibiendo numerosas llamadas tanto en casa como en la Blenheim House, algunas de ellas atendidas por sus compañeros de profesión, quienes declararon que la persona al otro lado del teléfono nunca llegó a decir una sola palabra.
El 30 de enero de 1984, Kaban oyó ruidos extraños a través de un transceptor que había entregado a Cindy, lo que llevó a Ozzie a acudir a la vivienda; una vez allí encontró a James boca abajo e inconsciente en la sala de estar con una nota sujeta a su mano izquierda por un cuchillo de cocina clavado con tanta fuerza que el mismo se hallaba incrustado en el suelo. En la nota se podía leer el siguiente mensaje, escrito con letras recortadas y pegadas de una revista: «AHORA DEBES MORIR, COÑO». Cindy fue llevada a un hospital local; durante una entrevista con Kaban, James declaró que lo último que recordaba antes del asalto era a un hombre atravesando la puerta de la propiedad antes de que la atacase golpeándola en la cabeza con un objeto romo, afirmando a mayores que una vez reducida el individuo le insertó una aguja hipodérmica en el brazo (los médicos advirtieron una punción en su brazo derecho, si bien no hallaron restos de ninguna droga en su organismo). Cindy se sometió a un examen poligráfico el cual superó, aunque el oficial que llevó a cabo la prueba reconocería posteriormente que los resultados, desde su punto de vista, eran inconcluyentes. El condestable Kiyo Ikoma, quien se desplazó al domicilio de James la noche del ataque, declaró haber visto sangre esparcida en patrones circulares en el suelo de la cocina, como si alguien hubiese tratado de limpiarla.
En febrero de 1984, los detectives empezaron a centrar sus sospechas en Makepeace debido a que James había confesado que sentía que Roy era quien la estaba acosando. En varios interrogatorios, Roy expuso que los atacantes de Cindy eran miembros de la mafia vinculados a la Blenheim House, donde a menudo eran tratados menores tutelados por la corte. En marzo, Otto se reunió con Makepeace en una tienda de dónuts en Vancouver llevando consigo un dispositivo de escucha encubierto y le pidió cortar todo tipo de contacto con su hija. Tras el encuentro, Roy envió a Otto una carta de seis páginas relatando su teoría de que la mafia era quien estaba acosando a James y alentándole a presionar a las autoridades para que investigasen al respecto.
A lo largo del verano de 1984, las denuncias por acoso de Cindy se fueron incrementando. El 18 de junio llamó a Kaban en estado de pánico, dirigiéndose Ozzie rápidamente a la vivienda para descubrir a James encogida en el jardín afirmando que alguien había entrado en su casa. Kaban encontró a la perra de Cindy, Heidi, agachada en el sótano junto a una nota en la que figuraba escrito «Feliz Cumpleaños» y varias fotografías sexualmente explícitas. Heidi había sufrido abusos físicos, advirtiendo Kaban que la cuerda que tenía atada a su cuello parecía ser la misma descubierta en los gatos muertos que James había encontrado en su jardín el pasado otoño, mientras que en un alféizar del sótano se encontró una colilla que no coincidía con la marca de cigarrillos que fumaba Cindy. En base al abuso físico sufrido por Heidi, Kaban llegó a la conclusión de que James no podía haber sido la perpetradora: «Ella nunca habría hecho eso si fuese la Cindy que yo conocía». En las semanas siguientes, James recibió más llamadas, una de las cuales fue atendida por Kaban en el domicilio de Cindy mientras ella se encontraba en el trabajo, descubriéndose en este periodo un gato muerto en la escalera de la propiedad. El 1 de julio, James informó a Kaban de que dos hombres que se habían presentado en la puerta de su casa como si fuesen oficiales de policía salieron huyeron cuando ella se puso en contacto con él a través del transceptor. Cindy denunciaría posteriormente una serie de llamadas obscenas, en una de las cuales escuchó la siguiente amenaza: «Estás muerta, zorra. Se va a sentir bien». Un compañero de trabajo en Blenheim House recibió también una llamada en la que la persona al otro lado del teléfono dijo: «Deshazte del gran cerdo».
El 9 de julio de 1984, Matilda pasó la noche en casa de su hija; de madrugada, la madre de James se despertó a causa de los ladridos de Heidi y descubrió a Cindy comprobando las ventanas y las puertas de la planta principal. Momentos después, ambas oyeron el timbre y pudieron ver que el cristal de una de las ventanas cerca del porche delantero estaba agrietado en varias zonas. Dos semanas más tarde, el 23 de julio, James afirmó haber sido atacada por un asaltante en el cercano Dunbar Park mientras paseaba a su perra alrededor de las 20:30 horas; según su declaración, fue asaltada por un hombre con barba a bordo de una furgoneta verde en la que iba una mujer de pasajera. Varias horas después, cerca de la medianoche, Cindy fue hallada desorientada intentando acceder a la vivienda de un vecino con una media de nailon de color gris oscuro alrededor del cuello (Heidi permaneció todo el tiempo en el parque, donde fue descubierta por Kaban). James fue conducida al cercano University of British Columbia Health and Sciences Center; allí los médicos observaron dos punciones en el brazo derecho de Cindy. Mientras James recibía asistencia médica, un recepcionista del hospital informó a las autoridades que un hombre con acento había llamado a la recepción preguntando acerca de las políticas de seguridad del centro; cuando la policía reprodujo un audio con la voz de Makepeace, el recepcionista reconoció que existía una «fuerte posibilidad» de que quien llamó al hospital fuese Roy. En octubre de 1984, durante una sesión de hipnosis, Cindy relató un recuerdo reprimido; confesó haber sido testigo de un doble asesinato, si bien se negó a dar más detalles.

### 1985–1986
Tras el ataque de julio de 1984, James siguió recibiendo llamadas anónimas, ninguna lo bastante larga como para poder ser rastreada, resultando la vigilancia policial de su casa totalmente inútil. En enero de 1985, nuevamente bajo hipnosis, Cindy declaró a la policía haber visto a su exmarido asesinar a un hombre y a una mujer, a los cuales después desmembró con un hacha, todo ello durante unas vacaciones en una cabaña en la isla Thormanby, cerca de Sechelt, en julio de 1981. Según su testimonio, Makepeace esparció sangre procedente de las extremidades de una de las víctimas por la cara de James durante el descuartizamiento, si bien Melanie, quien acompañó al matrimonio en aquel viaje, no recordó que hubiese ocurrido nada extraño.
A finales de junio de 1985, James fue internada contra su voluntad en la unidad de psiquiatría del Lions Gate Hospital tras haber intentado suicidarse mediante la ingesta de medicamentos recetados, aunque la propia Cindy declaró que no tenía intención de quitarse la vida. El 2 de julio, James accedió a que la policía escuchase una conversación telefónica entre ella y Makepeace, durante la cual Cindy acusó a Roy de ser la fuente de todos sus problemas, confrontándole además con el recuerdo de los asesinatos supuestamente cometidos por él en 1981. A lo largo de la llamada, Makepeace negó las acusaciones de su exesposa, alegando que James estaba «loca» y envuelta en una «enorme» fantasía de venganza. Tras el fin de la conversación, la RPMC encargó a dos agentes vigilar las veinticuatro horas a Cindy, Roy y otros dos sospechosos, de los que nunca trascendieron los nombres, durante una semana (esta vigilancia concluiría sin haberse observado nada inusual). Las autoridades investigaron las declaraciones de James acerca de los crímenes cometidos por Makepeace y no hallaron evidencia alguna de ningún asesinato o desaparición en las islas del Golfo en 1981 (el abogado de Roy afirmó que las acusaciones de Cindy llevaron a las autoridades a una «caza del pato salvaje» en busca de la cabaña donde los supuestos asesinatos tuvieron lugar).
James recibió un paquete a comienzos de julio el cual contenía una media de nailon color carbón y una nota: «Sangre fluyendo libremente», mientras que varias semanas después, el 27 de julio, Cindy encontró un estuche de cosméticos en su porche delantero en cuyo interior había carne podrida procedente de un animal pequeño. El 5 de agosto, James llamó a la estación de policía para alertar de un incendio en su casa; las autoridades hallaron lo que parecían ser partes quemadas de un periódico esparcidas por una de las habitaciones de la vivienda, reportando Cindy otro incendio al día siguiente. El 21 de agosto, un tercer incendio se desató en el baño del sótano hacia las 4:45 horas; cuando los bomberos y la policía llegaron al domicilio, observaron a James discutiendo acaloradamente con Kaban, explicando que había sacado a Heidi a dar un paseo alrededor de las 3:15 horas y que descubrió el fuego al volver a casa. La ventana del cuarto de baño fue hallada entreabierta por las autoridades, si bien el hollín y el polvo acumulados en el alféizar no mostraron señales de que ningún intruso hubiese entrado o salido por allí. Restos carbonizados de un periódico fueron descubiertos en el baño, lo que llevaría a uno de los detectives a declarar posteriormente que creía que el incendio había sido provocado por Cindy.
| Esta mujer estaba bajo el asedio de cualquier fuente—interna o externa... estaba en una pesadilla viviente.—–Dr. Anthony Marcus, psicólogo que entrevistó a James en 1985 |

En el otoño de 1985, el psicólogo Anthony Marcus fue solicitado por Carol Halliday, de la RPMC, para entrevistarse con James y examinar los expedientes de su caso. Halliday, quien se había involucrado en la investigación después de hablar con un compañero del incendio del 21 de agosto, creía que Cindy estaba mintiendo, que había orquestado todos y cada uno de sus ataques, y que los agentes que investigaban su caso habían sido «engañados por los histrionismos de una mujer guapa». Con base en las entrevistas y los análisis de los registros policiales, Marcus concluyó que James podía estar sufriendo de trastorno de identidad disociativo causado por un trauma de la infancia, aunque Anthony no interrogó a Cindy sobre sus primeros años de vida. El 1 de diciembre, James se mudó a una nueva casa en Richmond; tan solo diez días después, el 11 de diciembre, alrededor de las 18:00 horas, Cindy fue hallada por varios motoristas semiinconsciente en una zanja a aproximadamente 6 km de su domicilio, cerca del campus de la Universidad de Columbia Británica. Llevaba puestas unas botas de hombre y un guante, además de una media de nailon fuertemente atada al cuello. Debido a las gélidas temperaturas, James sufría de hipotermia, siendo rápidamente llevada a un hospital local, donde los médicos sospecharon que se le pudo haber inyectado algún tipo de tranquilizante (Cindy mostraba también una abrasión y varios cortes en el cuerpo). Al ser interrogada en el hospital, James declaró no tener ningún recuerdo de lo ocurrido ni saber cómo pudo llegar hasta la zanja en la que fue descubierta; su último recuerdo era de cuando se dirigía a un lugar para comer durante su descanso laboral, tras lo cual se había detenido en una farmacia local. Desconsolada por el hecho de que la policía no la creyese, James viajó a Alemania Occidental durante la Navidad para visitar a su hermano Roger.

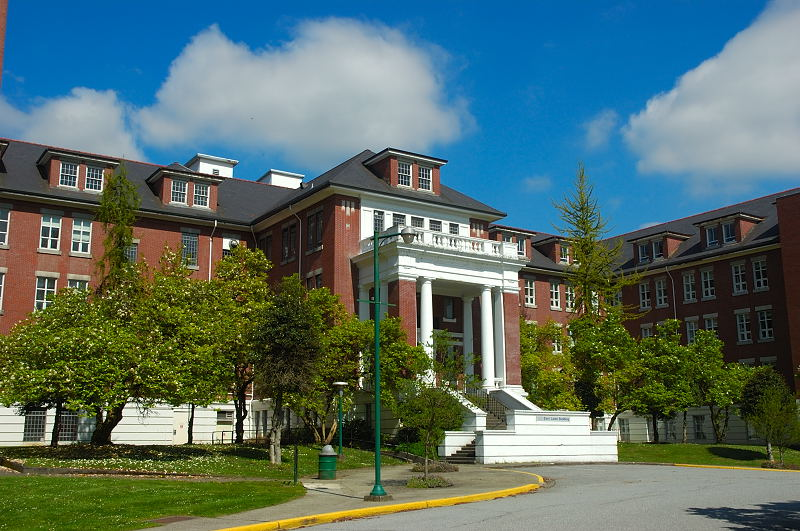
Hospital Riverview, donde Cindy fue ingresada varias semanas entre abril y mayo de 1986.

A comienzos de 1986, Cindy cambió legalmente su apellido de Makepeace a James con la esperanza de mantener oculta su identidad. Con el fin de apaciguar sus temores, Agnes y su esposo Tom pasaron algunas noches en casa de Cindy. El 16 de abril, la pareja fue despertada por James, quien afirmó haber escuchado un ruido en la casa; tras investigar, los tres descubrieron un incendio en el sótano, si bien no pudieron llamar a los bomberos debido a que la línea había sido cortada. Tom cruzó la calle rumbo a una casa vecina para dar aviso a la policía; al salir de la vivienda, vio a un hombre fuera de la propiedad el cual salió huyendo cuando Tom se acercó a él.
Cindy vivió en la casa de los Woodcock varios días tras el incendio; el matrimonio notó que James se negaba a comer además de asegurar que su vida ya no merecía la pena. Allan Connolly, psiquiatra que llevaba tratando a Cindy desde enero de 1983, se reunió con ella y afirmó que, pese a creer que James decía la verdad acerca de los ataques que sufría, la consideraba una potencial suicida. Connolly derivó a James al pabellón psiquiátrico del Hospital St. Paul para que permaneciese allí dos semanas, donde se pudo comprobar que Cindy padecía anorexia nerviosa y depresión. Posteriormente sería transferida al Hospital Riverview, lugar en que se llevó a cabo un examen psicológico integral que arrojó la siguiente información:

Esta mujer de 41 años en la evaluación inicial estaba muy reticente. Solo respondía con una palabra. Rechazó discutir un número de temas y no establecía contacto visual. En la segunda cita su humor estaba considerablemente elevado. Había completado las otras pruebas ella misma y estaba dispuesta a hablar. Parecía aprehensiva sobre cómo las pruebas podrían ser usadas. Mantuvo un buen contacto visual excepto cuando discutíamos los incidentes aterradores, entonces miraba hacia abajo o cubría sus ojos y hablaba de manera vacilante. Expresó tristeza y lloró mucho cuando relató estos incidentes...  La paciente siguió preguntando si sus respuestas a las preguntas indicaban que estaba loca...  Su CI [está] muy por encima de la media. Este tipo de individuos pueden ser caracterizados como negativistas y conformistas. Tienen un humor impredecible, son pesimistas, tienen una hosquedad que vacila con el acuerdo social y la amabilidad. Tienden a anticipar y precipitar decepciones a través de su comportamiento obstructivo y negativo...  Este tipo de persona tiende a ser vulnerable al miedo.

Tras un ingreso de diez semanas, Cindy recibió el alta. De acuerdo con Otto, su hija le dijo que había estado «reteniendo información» acerca de sus supuestos ataques, afirmando además que conocía la identidad de su agresor, si bien se negó a decir quién era.     

### 1987–1989
En agosto de 1987, James empezó a trabajar como enfermera en el Hospital General de Richmond. El 28 de agosto, se activó la alarma de su casa después de que se rompiese una ventana en la parte posterior de la vivienda, mientras que tres días después, el 31 de agosto, Cindy denunció a la policía que las bombillas de su porche delantero habían sido aflojadas. A la semana siguiente, James informó que alguien había usado una cortadora de vidrio para hacer un agujero en la ventana de la puerta del sótano, declarando en febrero de 1988 que alguien había roto una ventana de su casa tras asegurarla con cinta aislante. Por su parte, el 11 de octubre de 1988 Makepeace recibió dos extraños mensajes de voz en el contestador de su casa; uno de los mensajes fue pronunciado por una voz ronca: «Cindy, pronto carne muerta», mientras que el otro resultaba hasta cierto punto incomprensible: «Más heroína, más tranquilizantes, otra gran después de que desperdiciemos el coño. No más tratos». Roy entregó estas grabaciones a su abogado debido a que desconfiaba de la policía de Vancouver ya que creía que lo podrían considerar sospechoso. Quince días después, Cindy fue hallada inconsciente en su garaje; le habían atado las manos y los pies juntos (en inglés: hogtie), estaba desnuda de cintura para abajo, y de nuevo tenía una media de nailon negra alrededor del cuello. En esta época la RPMC contrató al escalador y experto en nudos Robert Chisnall para que analizase las ataduras de las medias con las que James solía aparecer, concluyendo Chisnall que era «altamente improbable» que Cindy hubiese sido capaz de hacer los nudos por sí sola.
En enero de 1989 Richard Johnston, vendedor de seguros de vida a quien James había adquirido una póliza, se mudó al sótano de la vivienda; James le ofreció alquilárselo debido a que se sentía más segura con alguien en casa. El 8 de abril, un guarda de seguridad del Hospital General de Richmond descubrió una nota en las instalaciones hecha con letras recortadas y pegadas: «PRONTO, CINDY». (las palabras «duerme bien» aparecieron a su vez escritas en el vaho de su parabrisas). Tras una denuncia por haberse producido un intento de allanamiento de morada el 29 de abril, la RPMC utilizó sin éxito sabuesos con el fin de seguir el rastro del intruso. El 10 de mayo, los sabuesos fueron empleados nuevamente tras otro supuesto allanamiento de morada, siendo capaces esta vez de encontrar un rastro que indicaba que el intruso había saltado la valla del patio trasero.  

### Conclusiones de la RPMC
En el curso de casi siete años, la RPMC invirtió aproximadamente entre $1 y $1,5 millones en la investigación de las denuncias de Cindy sin hallar ni una sola evidencia de sus afirmaciones. Debido a esto, las autoridades sospechaban que James se estaba inventando los ataques con el fin de parecer la víctima de un asaltante. Cindy expresó sentirse frustrada con todo el departamento de policía menos con un detective, Jerry Anderson. En una queja interpuesta contra la RPMC por haber sido ignorada por varios agentes, James se refirió positivamente a Anderson «por su paciencia, su conducta profesional infalible y su ejemplar investigación de este caso...  Él es el único miembro de la RPMC en el que siento que puedo confiar y con el que me siento cómoda».

## Desaparición
Aproximadamente a las 16:00 horas del 25 de mayo de 1989, Cindy recogió su cheque en el Hospital General Richmond; allí habló con una compañera de trabajo, quien declaró que James parecía estar de buen humor además de decirle que no había sufrido ningún episodio de acoso en su casa desde hacía por lo menos dos semanas. Cindy fue vista por última vez ese día varias horas después comprando comestibles en un supermercado Safeway y acudiendo a la sucursal del Banco de Montreal ubicada en el centro comercial Blundell. Un cliente de la entidad informó a la policía que estuvo haciendo cola detrás de James en el cajero automático, donde Cindy depositó su cheque hacia las 19:59 horas. Ese mismo día, James tenía previsto instalar en su casa un sistema de detección de infrarrojos y había planeado jugar al bridge con los Woodcock, con quienes iba a pasar la noche. Al no tener noticias de Cindy, Agnes y Tom acudieron a su domicilio hacia las 22:00 horas; la casa estaba cerrada y el coche de James, un Chevrolet Citation, ausente. Ambos hablaron brevemente con Johnston, quien les contó que Cindy había dicho que iría a hacer unas compras. Los Woodcock fueron en coche hasta el centro comercial Blundell ya que sabían que James solía frecuentarlo; en el estacionamiento encontraron su vehículo, tras lo cual se dirigieron a la estación de la RPMC de Richmond para denunciar la desaparición de Cindy. Pese a que solo habían transcurrido unas pocas horas desde su último avistamiento, se envió una patrulla para investigar su paradero basándose en su extenso historial de asaltos.
Tras efectuarse un examen al vehículo, se hallaron restos de sangre dentro del automóvil, en el lado del conductor, así como comestibles y un regalo de cumpleaños para el hijo pequeño de un amigo; el contenido de la billetera de James fue encontrado debajo del coche. Una inspección posterior de su domicilio esa misma noche demostró que no había nada inusual; la policía observó que la casa estaba ordenada y limpia además de repleta de numerosas plantas de interior «bien cuidadas». La Guardia Costera de Canadá envió a su vez a varios agentes para que realizasen búsquedas en los ríos de la zona así como en el estrecho de Georgia. Varios días después de la desaparición de Cindy, Johnston declaró a la policía haber recibido en su oficina la llamada de un hombre afirmando ser Otto y preguntando por el seguro de vida de James. La secretaria de Johnston informó a la persona que llamó de que tendría que acudir a la oficina debido a que los asuntos relativos a las pólizas de seguro privadas no se podían tratar por teléfono. Cuando las autoridades interrogaron a Otto acerca de este hecho, él negó haber realizado la llamada.

## Muerte

### Descubrimiento
El 8 de junio de 1989, Gordon Starchuck, trabajador municipal a cargo de labores de pavimentación, descubrió el cadáver de Cindy en el patio trasero de una casa abandonada en 8111 Blundell Road, en Richmond. Su cuerpo estaba en posición fetal con las manos y los pies atados entre sí y con una media de nailon negra fuertemente atada al cuello. La pierna derecha de James yacía bajo unos arbustos de moras, mientras que su abrigo se encontraba cerca del cadáver. La propiedad en la que se hallaron sus restos se encontraba situada a lo largo de una calle transitada próxima a una intersección la cual era muy frecuentada por peatones. En el tanque de combustible ubicado fuera de la casa, la policía descubrió un grafiti hecho con espray naranja: «Alguna zorra murió aquí». Por su parte, una línea trazada con el mismo espray se dirigía desde el tanque hasta el lugar donde apareció el cuerpo, el cual se hallaba rodeado por un círculo hecho con el espray (dentro de la casa había a su vez otro grafiti el cual únicamente mostraba la palabra «Diablo»).  
Sheila Carlyle, patóloga que examinó el cadáver en la escena, advirtió que las manos de Cindy estaban tan fuertemente atadas que un dedo había arañado otro hasta el hueso, descubriéndose en la parte interna del codo derecho una punción consistente con la efectuada por una aguja hipodérmica. Con base en la actividad de las larvas, la entomóloga Gail Anderson concluyó que la descomposición del cadáver había comenzado en el mismo lugar donde fue hallado como muy pronto el 2 de junio. Por su parte, la autopsia determinó que James había muerto a causa de una intoxicación múltiple provocada por la ingesta de morfina, diazepam y flurazepam. El informe toxicológico reveló que su organismo albergaba una cantidad de morfina en sangre diez veces superior a la dosis letal, mientras que un análisis del estómago realizado por la toxicóloga Heather Dinn permitió conocer que Cindy había ingerido por vía oral aproximadamente veinte comprimidos de 30 mg de flurazepam (o hasta ochenta comprimidos de una dosis superior) junto con numerosas píldoras de diazepam, una combinación de por sí letal. El método empleado para administrar la morfina no pudo ser determinado, calificando este hecho el farmacólogo que analizó el informe toxicológico de «desconcertante». En el estómago se hallaron restos de morfina, pese a lo cual el doctor John McNeill declaró que la cantidad descubierta pudo haber sido el resultado de una inyección intravenosa; de acuerdo con McNeill, si James recibió la morfina por vía intravenosa, habría perdido el conocimiento en cuestión de minutos y habría muerto en unas pocas horas. Finalmente las autoridades llegaron a la conclusión de que la sobredosis había sido «tan grande que no había una estimación fiable de cuánto tiempo Cindy pudo haber permanecido funcional».
La RPMC sospechaba que la causa de la muerte podía ser un suicidio o un accidente debido a la sospecha de que James había fingido los asaltos que llevaba años denunciando, circunstancia que fue reportada por numerosos medios de prensa sensacionalista locales. Kaban acudió a la morgue con el fin de examinar el cuerpo el 10 de junio; pudo observar que el cadáver mostraba lividez (acumulación de sangre post mortem visible en la piel) en el lado izquierdo. Debido a que el cadáver había sido encontrado acostado del lado derecho, Kaban creyó que James tal vez habría muerto en otro lugar y que su cuerpo habría sido trasladado a donde fue hallado.
Se celebró un acto en memoria de Cindy el 14 de junio, dos días después del que hubiera sido su 45 cumpleaños. La policía vigiló la ceremonia con cámaras ocultas con el fin de capturar los rostros de los asistentes así como las matrículas de sus vehículos (Makepeace no asistió). La casa abandonada donde se descubrió el cuerpo de James fue demolida ese mismo verano. 

### Investigación
Se llevó a cabo una extensa investigación en torno a la muerte de Cindy durante la primavera de 1990 en Burnaby la cual estuvo compuesta por un jurado de cinco miembros y más de ochenta testigos. Estaba previsto que la investigación durase tres semanas, pero a causa de un «progreso mucho más lento de lo esperado», la misma fue alargada veintiún días; con una duración total de cuarenta y cuatro días, fue la más larga y cara de Columbia Británica hasta ese entonces. Entre las pruebas presentadas se encontraban los dos mensajes telefónicos recibidos por Makepeace, quien durante su testimonio lanzó varias acusaciones contra la familia de Cindy, alegando que Otto había abusado físicamente de ella en su infancia y que uno de sus hermanos la había violado cuando era niña (Roy acusó a mayores a la policía de querer incriminarlo). Salió a la luz el hecho de que poco después de la muerte de James, Matilda y Otto descubrieron una gran cantidad de medicamentos en la casa de su hija, entre ellos sedantes y antipsicóticos, todos ellos prescritos por sus psiquiatras y de los cuales se deshicieron arrojándolos por el inodoro. Por su parte, Melanie encontró una cortadora de vidrio en el monedero de su hermana junto con varias jeringuillas, un catéter urinario y solución salina en su dormitorio.
El jurado pudo ver imágenes del cuerpo de Cindy tal y como fue hallado y tuvo acceso a detallados testimonios acerca de su estado mental poco antes de su muerte. Varios psiquiatras y psicólogos declararon en la investigación, incluyendo los que trataron a Cindy a lo largo de los años. El doctor Paul Termansen testificó que creía que James sufría de trastorno histriónico de la personalidad, mientras que el doctor Wesley Friesen, psiquiatra que trató a Cindy durante bastante tiempo, sospechaba que James padecía un trastorno límite de la personalidad combinado con características propias de un trastorno por estrés postraumático. De acuerdo con Friesen, Cindy sentía una «tremenda cantidad de rabia» hacia su padre y, basándose en sus numerosas sesiones, había una «fuerte probabilidad» de que Otto hubiese abusado sexualmente de ella en la infancia, aunque James nunca mostró indicios de que tal acontecimiento hubiese tenido lugar.
Durante la investigación se trató de averiguar si Cindy pudo o no haberse atado de la forma en que fue encontrada; mediante el uso de una cuerda de nailon de la misma longitud que la hallada en el cadáver, Chisnall demostró cómo James pudo haberse atado en un lapso de tres minutos, tiempo suficiente antes de que los narcóticos hubiesen empezado a hacer efecto. La investigación concluyó el 25 de mayo de 1990, exactamente un año después de la desaparición de Cindy. Tras las deliberaciones, el jurado fue incapaz de determinar si la muerte fue suicidio, homicidio o accidente. Finalmente la muerte de James sería calificada como «suceso desconocido» y el caso cerrado.

## Representación en los medios
La desaparición de Cindy fue mostrada en el programa A Current Affair antes de que se descubriese su cadáver, siendo el caso exhibido en febrero de 1991 en un episodio del programa de la NBC Misterios sin resolver (ese mismo mes se estrenó en Canadá una docuserie a través de BCTV). También en 1991 se publicaron dos libros en los que se relatan su vida, los asaltos y su muerte: The Deaths of Cindy James por el periodista canadiense Neal Hall, y  Who Killed Cindy James? por el periodista británico Ian Mulgrew. Por su parte, en septiembre de 2021 se estrenó en Audible el podcast titulado Death by Unknown Event, el cual fue narrado por la actriz y escritora Pamela Adlon.